# بيرتل كارلسون
بيرتل كارلسون (بالسويدية: Bertil Carlsson)‏ هو متزلج قفز سويدي، ولد في 25 أغسطس 1903 في Hägernäs ‏ في السويد، وتوفي في 26 نوفمبر 1953 في ستوكهولم في السويد.

## وصلات خارجية
- بيرتل كارلسون على موقع الاتحاد الدولي للتزلج (القفز التزلجي) (الإنجليزية)
- بيرتل كارلسون على موقع اللجنة الأولمبية الدولية (الإنجليزية)
- بيرتل كارلسون على موقع أوليمبيديا (الإنجليزية)
- بيرتل كارلسون على موقع اللجنة الأولمبية السويدية (السويدية)